# Дзвінкий язичковий носовий приголосний
Язичковий (увулярний) зімкнено-носовий приголосний — тип приголосного звука, що існує в деяких людських мовах. Символ Міжнародного фонетичного алфавіту для цього звука — ɴ, а відповідний символ X-SAMPA — N\.

## Властивості
Властивості язичкового носового:
- Тип фонації — дзвінка, тобто голосові зв'язки вібрують від час вимови.
- Спосіб творення — зімкнений, тобто повітряний потік повністю перекривається.
- Місце творення — язичкове, тобто він артикулюється задньою спинкою язика на язичку або поряд із ним.
- Це носовий приголосний, тобто повітря вільно виходить крізь ніс.
- Це центральний приголосний, тобто повітря проходить над центральною частиною язика, а не по боках.
- Механізм передачі повітря — егресивний легеневий, тобто під час артикуляції повітря виштовхується крізь голосовий тракт з легенів, а не з гортані, чи з рота.

### Приклади
| Мова     | Слово        | МФА      | Значення  | Примітки               |
| -------- | ------------ | -------- | --------- | ---------------------- |
| японська | 段々/ dandan | [daɴdaɴ] | поступово | Див. японська фонетика |